# Oľšavka (Košice)
Oľšavka (in ungherese Kisolsva) è un comune della Slovacchia facente parte del distretto di Spišská Nová Ves, nella regione di Košice.